# Osteria Fratelli Menghi
(Ugo Pirro, Osteria dei pittori)
L'Osteria Fratelli Menghi, chiamata anche Osteria dei Pittori, è stata una storica osteria di Roma e luogo di incontro per pittori, attori, musicisti e scrittori principalmente nel periodo tra il 1940 e il 1970. Si trovava in via Flaminia 57, dove oggi sorge il Caffè dei Pittori, a 300 metri da Piazza del Popolo.
Italo Calvino decise di scrivere la celebre opera Il barone rampante mentre ascoltava, durante una delle tante serate del 1950 trascorse presso l'Osteria Fratelli Menghi, l'avventura dell'artista americano Salvatore Scarpitta su un albero di pepe quando aveva dodici anni.

## Elenco dei frequentatori famosi

### Pittori e scultori
- Carla Accardi[3]
- Arnaldo Bartoli[4]
- Afro Basaldella[5]
- Andrea Cascella[6]
- Pietro Cascella[7]
- Pietro Consagra[8]
- Antonio Corpora[3]
- Piero Dorazio[9]
- Gianni Dova[10]
- Otto Geleng[4]
- Leoncillo Leonardi[3]
- Mino Maccari[4]
- Mario Mafai[8]
- Giovanni Omiccioli[8]
- Pablo Picasso[11]
- Antonio Sanfilippo[12]
- Franco Emanuel Solinas[13]
- Giulio Turcato[3]
- Emilio Vedova[10]

### Attori di cinema e teatro
- Folco Lulli[7]
- Oretta Fiume[14]
- Anna Magnani[15]
- Vincenzo Talarico[4]

### Registi e sceneggiatori
- Michelangelo Antonioni[6]
- Giuseppe De Santis[13]
- Vittorio De Sica[16]
- Federico Fellini[6]
- Ennio Flaiano[4]
- Luigi Magni[17]
- Carlo Mazzacurati[4]
- Lucia Mirisola[18]
- Giuliano Montaldo[13]
- Mario Monicelli[13]
- Giuseppe Patroni Griffi[17]
- Glauco Pellegrini[7]
- Ivo Perilli[7]
- Elio Petri[13]
- Ugo Pirro[19]
- Gillo Pontecorvo[17]
- Roberto Rossellini[15]
- Rodolfo Sonego[20]
- Florestano Vancini[21]
- Cesare Zavattini[16]

### Giornalisti e Scrittori
- Palma Bucarelli[10]
- Italo Calvino[2]
- Vincenzo Cardarelli[8]
- Vittorio Gorresio[22]
- Francesco Jovine[6]
- Lucio Manisco[23]
- Miriam Mafai[24]
- Alberto Moravia[8]
- Giovanni Pirelli[3]
- Gianni Rodari
- Luigi Silori[25]
- Emilio Villa[10]